# Rząd Tihomira Oreškovicia
Rząd Tihomira Oreškovicia – trzynasty rząd Republiki Chorwacji od rozpoczęcia w 1990 procesu demokratyzacji.
Gabinet rozpoczął urzędowanie 22 stycznia 2016. Powstał po wyborach parlamentarnych z 8 listopada 2015. 23 grudnia 2015 liderzy Chorwackiej Wspólnoty Demokratycznej i Mostu porozumieli się w sprawie utworzenia koalicji rządowej i przedstawili bezpartyjnego menedżera Tihomira Oreškovicia jako kandydata tych ugrupowań, dysponujących parlamentarną większością, na urząd premiera Chorwacji. Tego samego dnia prezydent Kolinda Grabar-Kitarović desygnowała go na to stanowisko, powierzając misję utworzenia nowego rządu. Ustalanie składu gabinetu trwało blisko miesiąc. 22 stycznia 2016 Zgromadzenie Chorwackie udzieliło nowemu rządowi wotum zaufania.
16 czerwca 2016 wobec gabinetu przegłosowano wotum nieufności, co ostatecznie doprowadziło do rozpisania przedterminowych wyborów parlamentarnych. Gabinet funkcjonował do 19 października 2016, kiedy to urzędowanie rozpoczął nowo utworzony rząd Andreja Plenkovicia.

## Skład rządu w dniu zakończenia urzędowania
| Stanowisko                                                          | Minister                    | Od               | Do                   | Partia |
| ------------------------------------------------------------------- | --------------------------- | ---------------- | -------------------- | ------ |
| Premier                                                             | Tihomir Orešković           | 22 stycznia 2016 | 19 października 2016 | bezp.  |
| Pierwszy wicepremier                                                | Tomislav Karamarko          | 22 stycznia 2016 | 15 czerwca 2016      | HDZ    |
| Wicepremier                                                         | Božo Petrov                 | 22 stycznia 2016 | 13 października 2016 | Most   |
| Minister spraw zagranicznych i europejskich                         | Miro Kovač                  | 22 stycznia 2016 | 19 października 2016 | HDZ    |
| Minister opieki socjalnej i młodzieży                               | Bernardica Juretić          | 22 stycznia 2016 | 19 października 2016 | HDZ    |
| Minister rozwoju regionalnego i zarządzania funduszami europejskimi | Tomislav Tolušić            | 22 stycznia 2016 | 19 października 2016 | HDZ    |
| Minister spraw wewnętrznych                                         | Vlaho Orepić                | 22 stycznia 2016 | 19 października 2016 | Most   |
| Minister finansów                                                   | Zdravko Marić               | 22 stycznia 2016 | 19 października 2016 | HDZ    |
| Minister obrony                                                     | Josip Buljević              | 22 stycznia 2016 | 19 października 2016 | HDZ    |
| Minister zdrowia                                                    | Dario Nakić                 | 22 stycznia 2016 | 19 października 2016 | HDZ    |
| Minister sprawiedliwości                                            | Ante Šprlje                 | 22 stycznia 2016 | 19 października 2016 | Most   |
| Minister administracji publicznej                                   | Dubravka Jurlina Alibegović | 22 stycznia 2016 | 19 października 2016 | Most   |
| Minister gospodarki                                                 | Tomislav Panenić            | 22 stycznia 2016 | 19 października 2016 | Most   |
| Minister przedsiębiorczości i rzemiosła                             | Darko Horvat                | 22 stycznia 2016 | 19 października 2016 | HDZ    |
| Minister pracy i systemu emerytalnego                               | Nada Šikić                  | 22 stycznia 2016 | 19 października 2016 | HDZ    |
| Minister spraw morskich, transportu i infrastruktury                | Oleg Butković               | 22 stycznia 2016 | 19 października 2016 | HDZ    |
| Minister nauki, edukacji i sportu                                   | Predrag Šustar              | 22 stycznia 2016 | 19 października 2016 | HDZ    |
| Minister rolnictwa                                                  | Davor Romić                 | 22 stycznia 2016 | 19 października 2016 | Most   |
| Minister turystyki                                                  | Anton Kliman                | 22 stycznia 2016 | 19 października 2016 | HDZ    |
| Minister ochrony środowiska                                         | Slaven Dobrović             | 22 stycznia 2016 | 19 października 2016 | Most   |
| Minister budownictwa                                                | Lovro Kuščević              | 22 stycznia 2016 | 19 października 2016 | HDZ    |
| Minister ds. weteranów                                              | Mijo Crnoja                 | 22 stycznia 2016 | 28 stycznia 2016     | HDZ    |
| Minister ds. weteranów                                              | Tomo Medved                 | 21 marca 2016    | 19 października 2016 | HDZ    |
| Minister kultury                                                    | Zlatko Hasanbegović         | 22 stycznia 2016 | 19 października 2016 | HDZ    |